# Іманоль Аріас
Іманоль Аріас (ісп. Imanol Arias; нар. 26 квітня 1956, Ріаньйо, Іспанія) — іспанський актор.

## Вибіркова фільмографія
- Сесилія (1981)
- Лабіринт бажань (1982)
- Каміла (1984)
- Вічний вогонь (1984)
- Жінка під дощем (1992)
- Двомовний коханець (1993)
- Квітка моєї таємниці (1995)
- Лаура (2004)
- 2010 Паперові птиці (Pájaros de papel) — Хорхе дель Піно

## Телебачення
- Сервантес (1981)
- Хуаніта Ля Лярга (1982)
- Северо Очоа. Підкорення Нобелівської премії (2001)

## Театр
- Життя — це сон (1976)
- Курячий суп з ячменем (1979)
- Сон літньої ночі (1980)
- Калігула (1990)